# Aleksandr Sobolev (cầu thủ bóng đá, sinh 1997)
Aleksandr Sergeyevich Sobolev (tiếng Nga: Александр Сергеевич Соболев; sinh ngày 7 tháng 3 năm 1997) là một cầu thủ bóng đá người Nga thi đấu cho Spartak Moscow.

## Sự nghiệp
Anh ra mắt tại Giải bóng đá ngoại hạng Nga cho F.K. Tom Tomsk vào ngày 5 tháng 12 năm 2016 trong trận đấu với F.K. Ufa.